# Loek Hermans

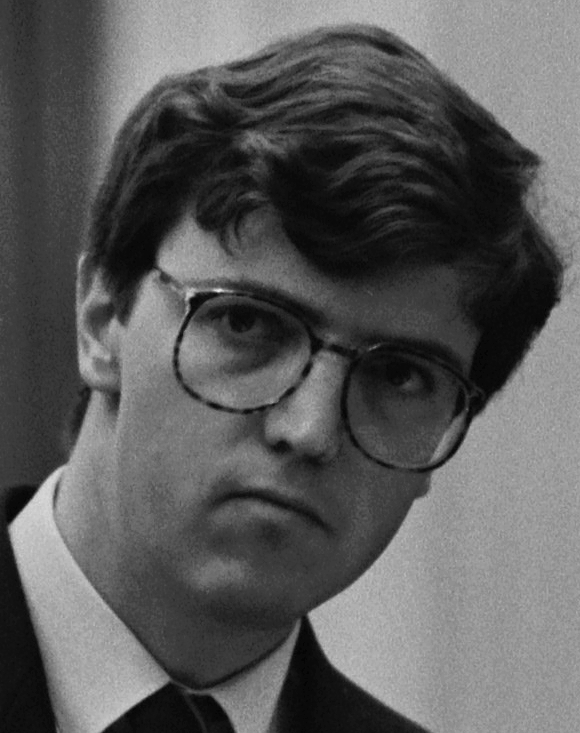
Loek Hermans, 1986

Louis Marie Lucien Henri Alphonse Hermans (* 23. April 1951 in Heerlen) ist ein niederländischer Politiker der Volkspartij voor Vrijheid en Democratie.

## Leben
Von 1990 bis 1994 war Hermans Bürgermeister von Zwolle. Hermans war von 1998 bis 2002 Minister für Bildung, Kultur und Wissenschaften im Kabinett Kok II. Er war von 2007 bis 2015 Senator der Ersten Kammer der Generalstaaten. Hermans war ab Januar 2011 Generalsekretär der Union Européenne de l’Artisanat et des Petites et Moyennes Entreprises.